# Copernal
Copernal ist ein Ort und eine Gemeinde (municipio) mit 46 Einwohnern (Stand: 2024) im Westen der Provinz Guadalajara in der Autonomen Gemeinschaft Kastilien-La Mancha.

## Lage und Klima
Copernal liegt in einer Höhe von ca. 840 m in der Kulturlandschaft der Alcarria. Die Entfernung zur südsüdwestlich gelegenen Provinzhauptstadt Guadalajara beträgt etwa 32 Kilometer (Fahrtstrecke). 
Das Klima ist gemäßigt bis warm; Regen fällt übers Jahr verteilt.

## Bevölkerungsentwicklung
| Jahr      | 1970 | 1981 | 1991 | 2001 | 2011 | 2021 |
| Einwohner | 81   | 36   | 33   | 31   | 35   | 32   |

## Sehenswürdigkeiten

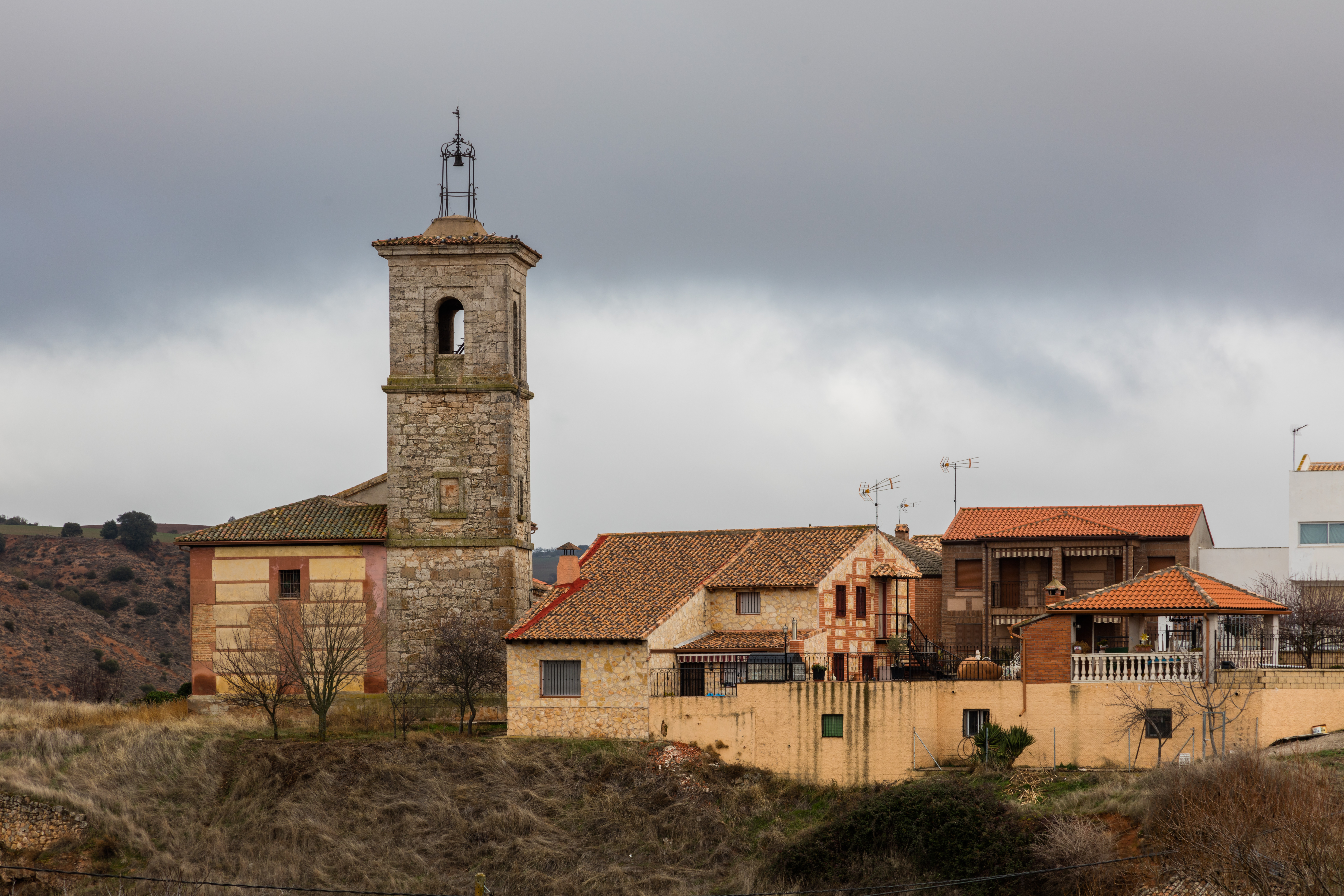
Peterskirche

- Peterskirche